# Байкитский сельсовет
Байкитский сельсовет — административно-территориальная единица, выделявшаяся в составе Байкитского района Эвенкийского автономного округа Красноярского края.

## История
Информация о времени образования сельсовета разнится. Один и тот же источник указывает:
- «... С 1934 года Эвенкийский национальный округ являлся составной частью Красноярского края и состоял из трёх районов: Илимпийского, Байкитского и Тунгусско-Чунского и 17 сельских советов: Нидымский, Учамский, Тутончанский, Ногинский, Кислоканский, Экондинский, Чириндинский, Ессейский, Ванаварский, Стрелковский, Чемдальский, Муторайский, Байкитский, Куюмбинский, Ошаровский, Полигусовский, Суломайский»;
- «В 1930-х годах на фактории Байкит образовался Байкитский родовой Совет, далее кочсовет, а впоследствии Байкитский сельский Совет депутатов трудящихся. С 1977 года, со дня принятия новой Конституции СССР, Советы стали называться Советами народных депутатов»[4].

1 января 1992 года сельсовет был упразднён и была образована администрация села Байкит.
20 марта 1997 года — посёлок Кузьмовка выделен из состава администрации.
Законом Эвенкийского автономного округа от 07.10.1997 № 63 вместо упразднённого Байкитского сельсовета была утверждена территориальная единица сельское поселение село Байкит.
В 2010 году были приняты Закон об административно-территориальном устройстве и реестр административно-территориальных единиц и территориальных единиц Красноярского края, согласно которым село Байкит непосредственно вошло в состав Эвенкийского района как административно-территориальной единицы с особым статусом.
Сельсовет выделялся как единица статистического подсчёта до 2002 года.
В ОКАТО сельсовет как объект административно-территориального устройства выделялся до 2011 года.

## Состав
| № | Населённый пункт | Тип населённого пункта       | Население |
| - | ---------------- | ---------------------------- | --------- |
| 1 | Байкит           | село, административный центр | ↘2933     |

До 1975 года в состав Байкитского сельсовета входил посёлок Суринда.
Также в состав сельсовета входил упразднённый посёлок Тычаны.